# Skultéty László
Skultéty László, születési nevén Gábris László (Hegyesmajtény, 1738. június 27. – Arad, 1831. augusztus 19.) magyar huszár, a Császári-Királyi Hadsereg (Kaiserlich-Königliche Armee) katonája.

## Élete
1738. június 27-én született a Trencsén vármegyei Hegyesmajtényban (Mojtín, ma Szlovákiában). Már apja is huszár volt, aki felesége halála után, 1750-ben a Ghillányi-huszárezredbe (1752-től Hadik-huszárezred) vitte ezredfiúnak félárvaságra jutott gyermekét, aki ekkor 12 éves volt. A tűzkeresztségen 18 évesen, a hétéves háború 1756-57. évi hadjáratában esett át, amelynek során a magyar huszárok Hadik András huszárezredes vezetésével elfoglalták és megsarcolták Berlint. Innen kezdve aztán haláláig végigharcolta a Habsburg Birodalom valamennyi háborúját, küzdött franciák, törökök, olaszok, poroszok és oroszok ellen, összesen 22 hadjáratban vett részt. Többször megsebesült, hősiessége miatt 1790-ben strázsamesterré léptették elő és kinevezték az ezred zászlótartójává. Amikor I. Ferenc császár 1812-ben megszemlélte az ezredét, feltűnt neki az akkor már 74 éves zászlótartó. Odament hozzá és elbeszélgetett vele. Elő akarta léptetni tisztté és minden munka alól mentesíteni, de az agg vitéz azt válaszolta neki, hogy ő már csak megmarad kornétásnak (zászlótartónak), mert a zászlót nem lehet elhagyni. 1831-ben, 93 évesen, szolgálatának 81. évében hunyt el.

## Skultéty utóélete
Egyes vélekedések szerint Garay János: Az obsitos című művének alakját, Háry Jánost, a nagyotmondó huszárt Skultétyről formázta. Más forrás szerint azonban Háry János egy Szekszárdon élő valódi személy neve volt, és a róla szóló történetek szolgáltak Garay forrásául.
A Hegyesmajtényban született és ott élő Ján Martiš (19311990) két könyvet is írt Skultétyról, A császár örök katonája és Négy császár szolgálatában címmel.

## Kihantolása 2013-ban
2013. május végén a román hatóságok exhumálták Aradon nyugvó maradványait, majd a szlovák légierő katonai gépe a malackai katonai reptérre szállította. Koporsóját a szlovák haderő vezérkarának főnöke és díszegysége fogadta. Az ez időben magyar miniszterelnök-helyettes Semjén Zsolt állítása szerint korábban nem volt jele annak, hogy Skultéty magyarsága megkérdőjelezhető volna. Egyes vélemények szerint anyakönyv, illetve írásos dokumentumok alapján lehetne csak biztonsággal meghatározni a huszár zászlótartó identitását. Skultéty László földi maradványait szülőfalujába szállították.